# 住宅協会

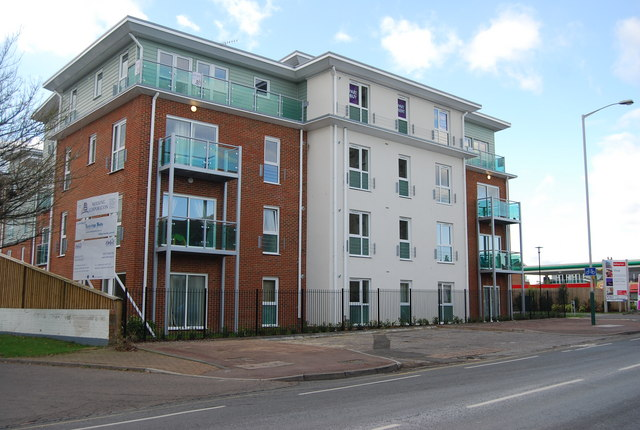
ロイヤル・タンブリッジ・ウェルズの住宅組合開発

住宅協会（じゅうたくきょうかい、英：Housing Associations）は、アイルランドとイギリスで、住宅を必要とする人々に低コストの「パブリックハウジング」を提供する民間の非営利組織である。
現在では、イギリスにおける新築賃貸住宅の主要な供給者となっており、また、住宅を購入する余裕のない人々を支援するために、シェアード・オーナーシップ・スキーム (shared ownership) を運営しているところも多い。
独立系組織とはいえ、国による規制されており、一般的に公的資金を受けており、余剰予算が生じたら既存住宅の維持や新規住宅の建設資金に充てられ、役員や株主の個人的な利益のために使用することはできない。
現在では、英国における新築賃貸住宅の主要供給者となっているほか、住宅を購入する余裕のない人を支援するためのシェアハウス制度も運営している。
住宅協会が提供する住宅は多岐にわたり、家族向けの大規模な住宅団地を管理しているところもあれば、小規模なものでは高齢者向けの住宅団地をひとつ管理している場合もある。
英国では、精神衛生上の問題や学習障害を持つ人々、薬物乱用（アルコールや違法薬物）の問題を抱える人々、かつてホームレスだった人々、若者、元犯罪者、亡命希望者、家庭内暴力から逃れてきた人々などを対象とした専門的なプロジェクトが、住宅協会によって提供されている。
オーストラリアでは、「住宅協会」という用語は、大規模で成長志向の「配当目的でない」地域住宅供給者を指す。
小規模の地域住宅供給業者には、信託、協同組合などが含まれる。州や準州が所有する公営住宅は、オーストラリアの社会住宅の約80％を占めている。
長年にわたり、これらの公営住宅事業体は、「住宅委員会」、「住宅信託」など、さまざまな名称で呼ばれてきた。

## 歴史
住宅組合は、産業革命後の中産階級の成長によってもたらされた慈善団体やボランティア組織の成長の一環として、19世紀後半に初めて登場した。初期の例としては、ギネス・トラスト、ピーボディ・トラスト、メトロポリタン・アソシエーション・フォー・インダストリアス・クラスの住居改善などがある。
20世紀末の数十年間、サッチャー政権が導入した政策によって、英国における住宅協会の重要性が高まった。
これらの政策は、公営住宅への助成を制限し、新しい社会住宅建設への助成を住宅協会に振り向け、公営住宅の入居者に大幅な割引を提供して住宅を購入させるものであった。この住宅政策の転換は、20世紀最後の数十年間における社会的住宅の状況に大きな変化をもたらした。
これに、地方自治体における経費削減の取り組みや、地方自治体よりも住宅組合に手厚い住宅給付制度が加わり、多くの地方自治体が住宅ストックを住宅組合に譲渡することになった。
このような組織は、しばしば大規模自主移転組織または地域住宅会社と呼ばれる。
1985年と1988年の住宅法は、公営住宅を非営利の住宅組合に移管することを促進した。
1988年に制定された法律では、住宅協会を非公営団体として再定義し、民間資金へのアクセスを可能にした。これは、公共部門の借入が厳しく制限されていたため、譲渡の強い動機となった。
これらの新しい住宅組合は、ほとんどの新しい公共住宅を供給する機関でもあった。
2003年までに、社会賃貸住宅ストックの36.5％が住宅協会によって保有されるようになった。
現在、英国最大の住宅協会には、クラリオン、ギネス・パートナーシップ、PAハウジング、ピーボディなどがある。不動産投資信託と提携している住宅組合もある： Civitas Social Housingは最大の社会住宅不動産投資信託で、15の住宅協会と提携している。
住宅組合は、様々な法人形態で設立される。多くは産業組合であるが、信託、協同組合、会社もある。慈善団体として登録されている場合もあれば、そうでない場合もある。
登録社会的家主（Registered Social landlord）は、社会的家主の専門的名称であり、家主はイングランドでは以前は住宅公社（Housing Corporation）に、ウェールズではウェールズ政府に登録されていた。
2010年から2012年までは、2008年住宅再生法（Housing and Regeneration Act 2008）に基づき、民営、公営、営利、非営利を問わず、登録業者（Registered Provider）と呼ばれるようになった。
2012年現在、登録社会的家主（Registered Social landlord）と民間登録社会的住宅供給者（Private registered provider of social housing）は、いずれも住宅協会の別称として使われている。
住宅組合は一般に、国が所有したり直接管理したりしていないという点で、民間団体とみなされている。
しかしこの地位は、多くの法的判決によって疑問視されてきた。2004年、英国政府は、住宅協会を調達目的の公共団体とみなすEUの裁定を受け入れた。
その後、英国高等裁判所は、Weaver v. London and Quadrant Housing Trust [2008] EWHC 1377 (Admin) において、住宅協会は公的機関であり、その結果、特定の状況において司法審査の対象となり得るとの判決を下した。
同裁判所は、住宅協会部門は、「アフォーダブル住宅を提供するという政府の目的を達成するために、国家の統制と影響力が浸透しており、RSLは地方公共団体と肩を並べて仕事をしており、非常に現実的な意味で地方公共団体の代わりをしていると言える」と述べた。
というのも、住宅協会の借入金（2006年には約300億ポンド）は、英国の公共部門借入要件に寄与していないからである。この借入金管理は、政府の目標であると同時に、EUの欧州単一通貨加盟基準の一部でもある。

## 管理方法
住宅協会の特徴は、大規模な住宅協会では通常、有給のスタッフがいるが、ボランティアや有給の社外メンバーで構成される委員会または理事会が、組織の活動全般の責任を持つことである。
理事会には、居住者、地方自治体やコミュニティ・グループの代表者、企業関係者、政治家などが含まれることもある。
イングランド全土で、30,000人以上のボランティア理事が住宅協会を運営している。

## 資金管理
住宅協会の日常的な活動は、その物件に住む人々によって、あるいは彼らの代わりに支払われる家賃やサービス料によって賄われている。
この意味で、住宅協会は営利団体として運営されており、その大半は、一般的な活動を寄付金に依存していない。
新築住宅は一般的に補助金を受けるが、その財源はその住宅協会がどこに拠点を置くかによって異なる：
- イングランドでは、住宅協会はHomes and Communities Agency（HCA）が資金を提供し、規制している。ただし、ロンドンにおける資金提供は例外で、2012年4月からはGreater London Authorityが担当している。HCAの前身は2008年まで住宅公社であった。住宅公社の規制の役割は、2010年以降、テナント・サービス庁（Tenant Services Authority：TSA）という別組織に分割されたが、2012年4月からは再びHCAに統合された。
- 北アイルランドでは、同じ役割を北アイルランド住宅局が担っている。
- スコットランドでは、この機能はスコットランド政府が担っている。
- ウェールズでは、住宅協会の規制と資金提供はウェールズ政府が行っている。

新築住宅への補助金（しばしば「社会住宅助成金」と呼ばれる）は、巨額の公共投資に相当する。
住宅公社は、2008年から2011年までの3年間で、「少なくとも80億ポンド」の投資を行うとしている。
その大半は、開発プロジェクトに使用するために住宅協会に支払われる。
2003年以降、住宅公社による新築住宅建設のための資金の多くは、パートナープログラム契約を通じて「パートナーの地位」を獲得した80程度の発展途上の「住宅協会」に回されている。
住宅組合は、過去に長期借入オプションローン（LOBO）を利用したことがある。
住宅協会は、新築住宅や改修のための費用を借り入れる。
1988年の住宅法施行後、新築住宅の建設費に占める資本補助金の割合が政府によって縮小されたため、借入金が主な投資資金源となった。
その多くは銀行やビルディング・ソサエティーからの借り入れであったが、2000年代後半の金融危機以降、これらの金融機関は長期ローンの取り扱いを中止したため、発展途上の住宅組合は、事業拡大のための資金調達に社債を利用するようになっている。
HCAは2011年から15年にかけて、「Affordable Rent」という政府の新方針を実施し、協会に市場家賃の最大80％までの家賃を設定することを義務付けた。
2013年9月、ロンドンの自治体グループはこの政策に異議を唱えるため、司法審査を開始した。

## 地主義務
家主の義務は、1961年以降に締結された借家契約に適用される1985年借地借家法（Landlord and Tenant Act 1985）など、いくつかの法律に定められています。
要約すると、第11条では、家主は以下のように規定されています：
- 排水溝、雨どい、外部配管を含め、住居の構造および外装を修繕しておくこと；
- 住居内の水道、ガス、電気の供給および衛生設備（洗面台、流し台、浴槽、衛生器具を含むが、水道、ガス、電気の供給を利用するためのその他の器具、備品、器具は含まない）を修理し、適切な状態に保ち、住居内の暖房および給湯設備を修理し、適切な状態に保つ。

貸主が賃貸物件の修繕を拒否した場合、借主は必要な修繕を要求し、補償を請求することができる。
英国で活動する住宅協会を代表する4つの業界団体があり、それぞれがそれぞれの国をカバーしている。それらは以下の通り：
- England – National Housing Federation (NHF)
- Scotland – Scottish Federation of Housing Associations (SFHA)
- Wales – Community Housing Cymru
- Northern Ireland – Northern Ireland Federation of Housing Associations (NIFHA)[3]

NHF（旧全国住宅団体連合会）は、2003年当初、約1,400の非営利住宅団体が加盟し、イングランド全土で約180万戸の住宅を所有または管理していた。
2000年代に入ると、いくつかの大規模な協会は、政府機関への働きかけなどの目的で地域グループを結成した。ロンドン最大の協会で構成されるG15グループに続いて、イースト・アングリアのイースト・セブンが結成された。
- Decent Homes Standard
- Council house
- Public housing
- Arms-length management organisation
- Housing Action Trust
- Homeowners association
- Category:Housing associations

## 参照
1. ↑  “Housing Associations in England – implications for Northern Ireland” (2016年). Template:Cite webの呼び出しエラー：引数 accessdate は必須です。
2. ↑  Malpass, Peter (2000). Housing Associations and Housing Policy: A Historical Perspective. New York: Macmillan Press. ISBN 0-333-65558-3
3. ↑  “NIFHA » The Northern Ireland Housing Associations' Charitable Trust (NIHACT)”. www.nifha.org. 2017年6月8日閲覧。